# Xavier Koller
Xavier Koller (Svitto, 1944) è un regista e sceneggiatore svizzero.
Nel 1991 il suo film Viaggio della speranza ha vinto l'Oscar al miglior film straniero.

## Filmografia
- Hannibal (1972)
- Trilogie 1848 - Der Galgensteiger (1978) film per la televisione
- Das gefrorene Herz (1979)
- L'anarchico Tanner (Der Schwarze Tanner) (1985)
- Viaggio della speranza (Reise der Hoffnung) (1990)
- Squanto: A Warrior's Tale (1994)
- Gripsholm (2000)
- Ring of Fire (2001)
- Highway (2002)
- Havarie (2006) film per la televisione
- Eine wen iig, dr Dällebach Kari (2012)
- I fratelli neri (Die schwarzen Brüder) (2013)
- Una campana per Ursli (Schellen-Ursli) (2015)